# エバ・ハダシ
エバ・ハダシ（英語：Eva Hadashi、実名：須田エフゲーニヤ、Yevgeniya Suda）; キエフ、ウクライナ、1975年8月7日 - ）は、ウクライナ人の学者（哲学博士（音楽学）、言語学修士、日本学者、音楽学者）、作家、歌手、テレビ・ラジオパーソナリティ。
明治時代の日本の音楽に対する西洋の影響の研究者、小説『ウェスタン芸者』で国際文学賞「言葉の戴冠式」の受賞者（2019）。

## 経歴
キエフ生まれ。1995年にR.グリエール記念キエフ国立音楽大学の合唱指揮科を卒業し、2000年にP.I.チャイコフスキー記念ウクライナ国立音楽大学の指揮科を首席で卒業した。学長、教授、ウクライナの人民芸術家オレグ・ティモシェンコの元に指揮を学んだ。
2000年から2004年まで、シェフチェンコ記念キエフ国立大学で日本語、日本の文学、英語を勉強して、首席で卒業、言語学修士の学位を取得した。エフゲーニヤは大学の低学年から、ウクライナと日本の文化的な対話を確立する方向で積極的に活動し始めた。
2001年に著名なウクライナ人のジャズ歌手オルガ・ヴォイチェンコのマネージャーと通訳者として浅草ジャズコンテスト（東京）に来日。エフゲーニヤは修士課程を修了する直前に、日本の芸能プロダクション事務所とマネージャー、通訳、歌手として契約を締結して、ウクライナ人のオペラ歌手とバンドゥーラ演奏者である、現在は藤原歌劇団（東京）のソプラノ歌手、オクサナ・ステパニュクをプロデュースした。
2003年にバークリー音楽大学（米国）でジャズボーカルの短期コースを受講した。そのときジャズ作曲家とギタリストである同学の卒業生はエフゲーニヤの夫になり、結婚式は2003年に行われ、夫婦は主に日本に暮らすが、のち2012年から2017年まで離婚裁判が長引く。その間、エフゲーニヤはデビューの自伝小説「ウェスタン芸者」を執筆した（2016年に出版）  。
2011年にチェルノブイリ原子力発電所事故と福島第一原子力発電所事故に捧げられたプロジェクト「日本・ウクライナ音楽による対話」にマネージャー、翻訳者、通訳者として参加し、そしてプロジェクトの中心的な作品、バシール・ピリプチャークが作曲した弦楽のための交響曲「蝉のお祈り」の主なソロ歌手として出演、ウクライナ大統領交響音団の演奏、日本の指揮者上野隆が指揮した 。
2022年のロシアのウクライナ侵攻の時から、積極的に祖国を支援し、支援と連帯の集合に参加し、避難民をサポートし、慈善コンサートに参加。 日本の大手テレビ局NHK、フジテレビ、TBSテレビ、テレビ朝日などの戦争関連のニュースや、情報番組などの翻訳者・通訳者、および研究者（リサーチ）として働いている。

## 日本学と文学作品

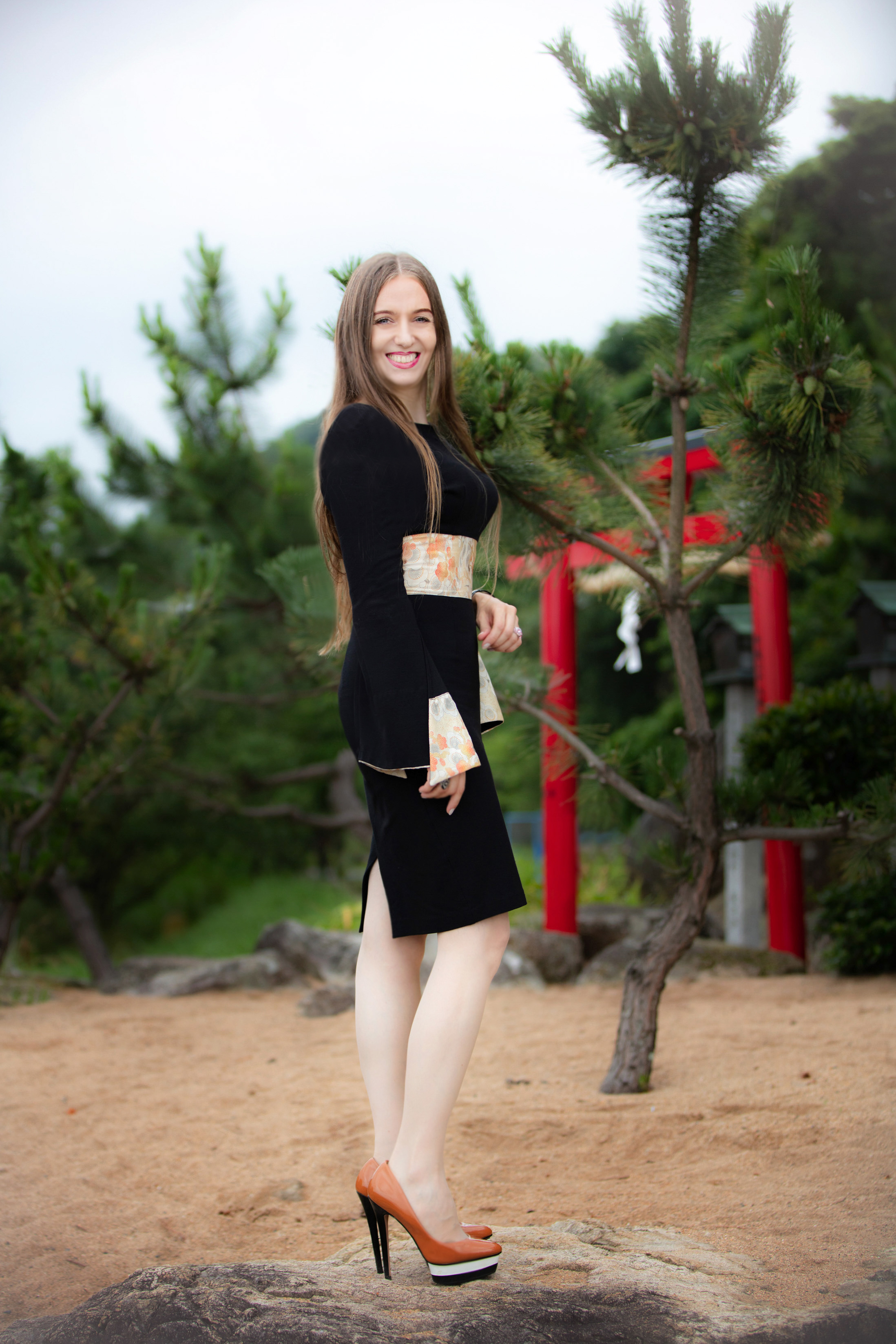

デビュー小説「ウェスタン芸者」は自伝小説である。初めての音楽の専攻としてエバはバークリー音楽大学で短期留学のためにアメリカへ。そこで彼女は将来の日本人の夫、同学の卒業生、ジャズ作曲家およびギタリストに会う  。 小説の原稿は文芸雑誌「ラデゥガ」によって受け入れ、短縮版は2016年に第3-4号で出版された   。小説は芸名「エバ・ハダシ」で開版される。「ハダシ」は日本語の「裸足」を意味する 。 2019年に小説「ウェスタン芸者」は国際文学賞「言葉の戴冠式」に参加し、特別賞「国際承認」を受賞した。
小説「ウェスタン芸者」は、ウクライナ語、ロシア語、日本語で出版された。日本語の初版（2020年）とウクライナ語の再版（2021年）は、ウクライナと日本の共同プロジェクトになり、日本ウクライナ文化交流協会の協力で、ウクライナの出版社「ラデゥガ」と日本の出版社「ドニエプル」と合同出版された。
2021年2月、東京の在日ウクライナ大使館で日本語版の小説の出版記念講演会が行われた。このイベントは国際的に幅広い反響を呼んだ。
2017年にP.I.チャイコフスキー記念ウクライナ国立音楽大学院で哲学博士（音楽学）の学位を取得した。研究論文「明治時代の日本音楽における西洋文化の影響」  。 2019年に出版社「音楽的なウクライナ」では同名のモノグラフを出版された。この研究は明治時代（1868–1912）の西洋音楽と日本の音楽の相互作用の初期段階に捧げられており、それは何よりも軍隊、教育、宗教の分野に関連している。ウクライナ人の音楽家も、ヤコフ・チハイとドミトロ・リボフスキー、役割を示し、正教会のキリスト教音楽を導入して、伝統的な合唱団を発展する 。
創造的でも、科学的でも、エバ・ハダシの活動の主な側面は西洋と東洋の間に積極的で文化的な対話を行うこと。そちらの方面でエバ・ハダシはポップカルチャーにも関わっている。例えば、若者向け日本語でオリジナルソングを作曲し、CD「WestとEast」の全ての曲が日本語でのオリジナル曲で構成されている。オリジナル曲「このドレスを着させてくれる？」の一部が夜西敏成監督の長編映画「スティールアンジー」で使用され、オリジナル曲「深く愛している」は二次審査通過して、「SHIROKITAアニソングランプリ」コンテストで決勝に進出した  。
エバ・ハダシはBlackan Radio TV Japan放送局で「現代日本」番組の著者とパーソナリティであり、その番組では日本語での速読、現代書道、現代着物、日本の映画界の発展、日本とウクライナ文化交流の開発と展望などについての視点を向ける。 エバは日本人のデザイナーのYUMEYA HACHIMAN夢家ハチマン、着物なかの孝、Takako Hottaのスポーツウェアーからエレガントな衣服までのモデルをしている      。
2020年の夏、エバ・ハダシは小説「ウェスタン芸者」の続編に取り組み始め、仮題は「名誉毀損」である 。

## ショービジネス
エバ・ハダシはデビュー小説のために音楽的な描写CD『ウェスタン芸者』を録音し、2016年にリリースした。ウクライナ民謡、ポピュラークラシック、ジャズ、映画の曲で構成されたCDである 。同年に「アメイジング・グレース」と映画『ニュー・シネマ・パラダイス』の愛のテーマ曲で「クラシカル・クロスオーバー」（東京）コンテストでファイナリストとなった。それから、日本語でのオリジナルソングで構成されたCD『初めまして』（2018年）と『WestとEast』（2019年）をリリースした。2019年にオリジナル曲「深く愛している」によって、「SHIROKITAアニソングランプリ」コンテスト（大阪）でファイナリストとなった。
2018年には「ミス・ジューン・ブライド」コンテスト（大阪）に参加し、美魔女賞を受賞した。コンテストのオープニングソングはエバ・ハダシのオリジナル曲「このドレスを着させてくれる？」であった。
2018年に夜西俊成監督の長編映画『スティールアンジー』に歌手役で出演（キエフ国際映画祭で審査員特別賞を受賞した作品）、2019年にリム・カーワイ監督の長編映画『カム・アンド・ゴー』には留学生として出演。『カム・アンド・ゴー』は東京国際映画祭に「TOKYOプレミア2020」の作品として上映された。
2022年5月にNHK 報道番組『かんさい熱視線』—「亡命のウクラニアン百年の記憶」でオレナ・オソフスカヤ役として出演、NHK放送される。2022年6月にNHK報道番組「かんさい熱視線」—「希望のムジカ」で歌手として出演、9月2日に初放送。
2022年7月2日から「FMちゃお」ラジオ局で、日本の歌手アキ・オノと共に、
ウクライナ人の避難民向けの番組「ウクライナのアイデンティティ」をはじまる。
ウクライナの歴史、文化、伝統、言語などについて放送される。放送は日本ウクライナ文化交流協会の提供と東大阪新聞の協力で行う。